# 陳炳輝
陳炳輝，BBS（1956年4月20日—），香港公務員，曾擔任公務員事務局一般職系處長及西貢民政事務專員。陳在1975年9月加入港英政府，先在政府統計處任職訪問員，後轉職至房屋署升任房屋事務主任。最終，他在1977年6月加入行政主任行列，並在2007年晉升至高級首席行政主任。他在2004年11月5日獲委任為西貢民政事務專員。他在任內面臨香港地鐵將軍澳綫通車配合的新一期發展使將軍澳新市鎮人口急增，地區公共設施嚴重不足的問題，因此他主導將軍澳市內加快增建休憩設施。另外，西貢市的西貢新公眾碼頭及賽馬會滘西洲公眾高爾夫球場的太陽輻射站亦在他任內陸續落成。與此同時，他與當地原居民團體保有良好關係，在多個節慶均合作籌辦慶祝活動。不過，他就因出任2007年香港區議會選舉西貢區所有選區的選舉主任，而捲入陳艷珠及柯耀林在廣明選區的舞弊爭議。及後，他在2009年9月15日卸任專員，並在2010年返回公務員事務局任職，更於2012年4月28日晉升一般職系處長。他在2016年10月10日任滿退休，同年更獲港府在香港2016年度授勳及嘉獎名單中頒贈銅紫荊星章。